# Fanny Cano
Fanny Cano (Huetamo, 28 de fevereiro de 1944 — Madri, 7 de dezembro de 1983) foi uma atriz mexicana.

## Filmografia

### Cinema
- Una leyenda de amor (1982) .... Amanda Cabrera
- La leyenda de Rodrígo (1981)
- La güera Rodríguez (1978)
- Zona roja (1976) .... Leonor
- Las cautivas (1973) .... Lucha
- Una mujer honesta (1972)
- Los jóvenes amantes (1971)
- Flor de durazno (1970)
- Las cadenas del mal (1970)
- Tres noches de locura (1970)
- La amante perfecta (1970)
- El amor y esas cosas (1969)
- Un nuevo modo de amar (1968)
- Un largo viaje hacia la muerte (1968)
- Cómo pescar marido (1967)
- Arrullo de Dios (1967)
- Sí quiero (1967)
- Operación Secretaria (1966)
- Los perversos (a go go) (1967) .... Julieta
- Las amiguitas de los ricos (1967)
- Juventud sin ley (1966) .... Ofelia
- Despedida de soltera (1966)
- Escuela para solteras (1965)
- Los reyes del volante (1964)
- Buenas noches, año nuevo (1964)
- Duelo en el desierto (1964)
- El solitario (1964)
- Frente al destino (1964)
- Agente XU 777 (1963)
- Entrega Inmediata (1963)
- Dile que la quiero (1963)
- División narcóticos (1963)
- El cielo y la tierra (1962)

### Televisão
- Espejismo (1980) .... Laura
- Maria José (1978) .... María José
- Muñeca (1974) .... Muñeca
- Penthouse (1973)
- Yesenia (1970) .... Yesenia
- Rubí (1968) .... Rubí
- La mentira (1965) .... Virginia